# Naubolus tristis
Naubolus tristis är en spindelart som beskrevs av Cândido Firmino de Mello-Leitão 1922. 
Naubolus tristis ingår i släktet Naubolus och familjen hoppspindlar. Inga underarter finns listade i Catalogue of Life.